# ایمبویا (سانتا کاتارینا)
ایمبویا (به پرتغالی: Imbuia) یک منطقهٔ مسکونی در برزیل است که در سانتا کاتارینا واقع شده‌است. ایمبویا ۶٬۲۴۱ نفر جمعیت دارد.